# سقامي (المسيمير)

تعديل مصدري - تعديل

سقامي هي إحدى قرى عزلة المسيمير بمديرية المسيمير التابعة لمحافظة لحج، بلغ تعداد سكانها 156 نسمة حسب تعداد اليمن لعام 2004.